# Дмитриево (Сидоровское муниципальное образование)
Дмитриево — деревня в Грязовецком районе Вологодской области.
Входит в состав Сидоровского муниципального образования (с 1 января 2006 года по 9 апреля 2009 года входила в Лежское муниципальное образование), с точки зрения административно-территориального деления — в Лежский сельсовет.
Расстояние до районного центра Грязовца по автодороге — 47,5 км.
По переписи 2002 года население — 2 человека.